# Kanton Domart-en-Ponthieu
Kanton Domart-en-Ponthieu (fr. Canton de Domart-en-Ponthieu) byl francouzský kanton v departementu Somme v regionu Pikardie. Skládal se z 20 obcí. Zrušen byl po reformě kantonů 2014.

## Obce kantonu
- Berneuil
- Berteaucourt-les-Dames
- Bonneville
- Canaples
- Domart-en-Ponthieu
- Fieffes-Montrelet
- Franqueville
- Fransu
- Halloy-lès-Pernois
- Havernas
- Lanches-Saint-Hilaire
- Naours
- Pernois
- Ribeaucourt
- Saint-Léger-lès-Domart
- Saint-Ouen
- Surcamps
- Vauchelles-lès-Domart
- La Vicogne
- Wargnies